# Refúgio de Vida Silvestre Banhado dos Pachecos

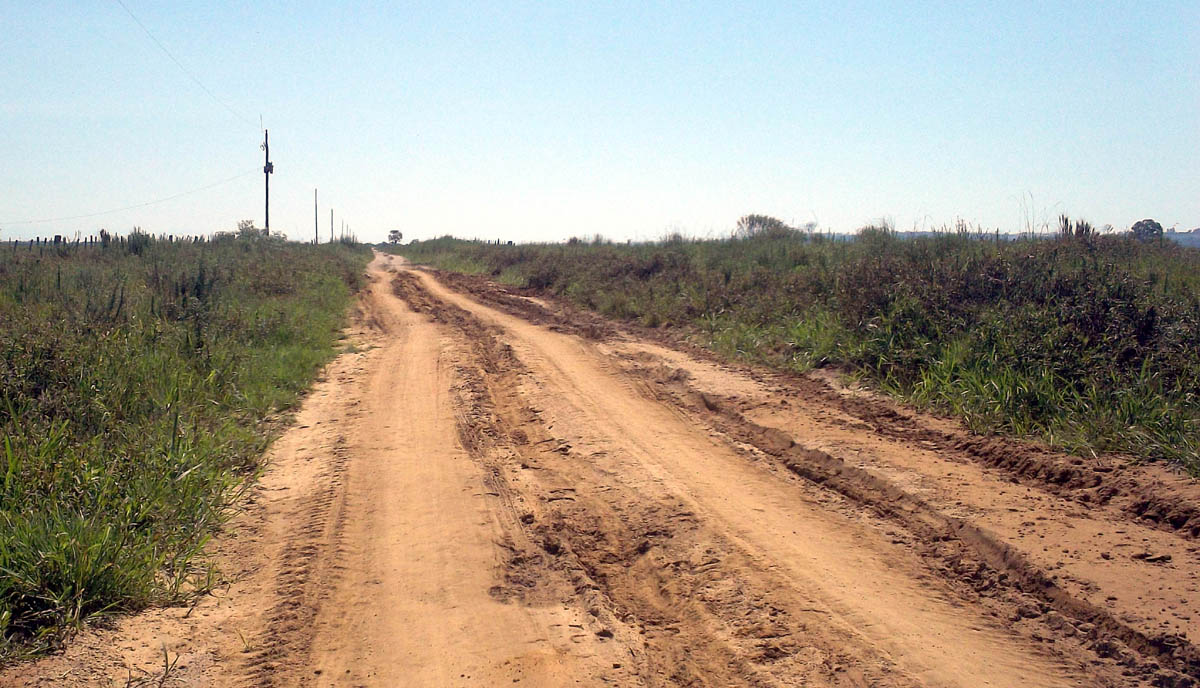
O Refúgio de Vida Silvestre Banhado dos Pachecos, em Viamão, RS.

O Refúgio de Vida Silvestre Banhado dos Pachecos é uma das Unidades de Conservação de Proteção Integral do Governo do Estado do Rio Grande do Sul, Brasil.
Situado na localidade de Águas Claras, município de Viamão, foi criado em 24 de abril de 2002 pelo Decreto Estadual n° 41.559, ocupando uma área de 2.543,46 ha, inserido na Área de Proteção Ambiental do Banhado Grande. Em 2013 foi criado seu Conselho Consultivo.
Objetiva proteger as nascentes do rio Gravataí, uma região de especial interesse ecológico por abrigar várias espécies ameaçadas, particularmente o cervo-do-pantanal (Blastocerus dichotomus). Outras espécias ameaçadas presentes no Refúgio são Geonoma schottiana, Ocotea tristis, Magnolia ovata, Tibouchina  asperior, Trichilia pallens, Laplacea fruticosa, Ocotea catharinensis, Ocotea silvestris e Weinmannia paulliniifolia. É um dos poucos remanescentes preservados de vegetação da planície costeira do Rio Grande do Sul.
Sua área está na transição entre o Pampa e a Mata Atlântica. Sua vegetação é composta por trechos de mata de restinga, mata paludosa, mata arenosa e campos secos e úmidos.
Segundo Vargas, o Refúgio contribui para a drenagem da sub-bacia do rio Gravataí, constitui "um dos principais instrumentos de conservação das áreas úmidas no estado e apresenta grande diversidade de espécies de fauna e flora".